# Psicostasia

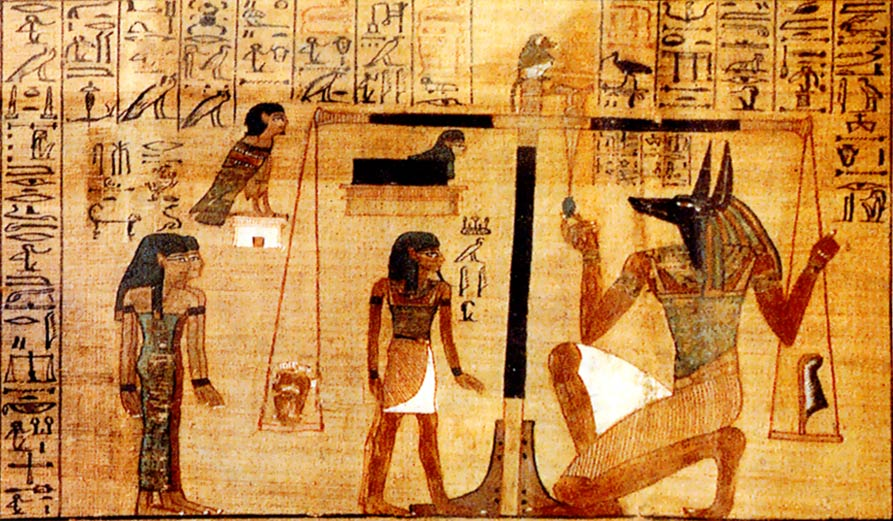
Psicostasia. Livro dos Mortos de Ani, c. 1275 a.C.

A pesagem das almas ou psicostasia (em grego clássico: psychostasia) é um motivo religioso em que a vida de uma pessoa é avaliada pela pesagem de sua alma (ou alguma outra parte dela) imediatamente antes ou depois da morte, a fim de julgar seu destino. Este motivo é mais comumente visto no cristianismo medieval.

## Religião egípcia antiga
No Egito, esse conceito de julgamento após a morte para determinar o destino do falecido foi visto pela primeira vez no Império Antigo, por volta de 2400 a.C. Foi imaginado pela primeira vez como uma pesagem nos Textos dos Sarcófagos durante o Império Médio (2160-1580 a.C.). A forma mais conhecida da cerimônia, onde os corações das pessoas são pesados em uma balança contra uma pena, é encontrada no Livro dos Mortos durante o Império Novo (1580-1090 a.C.).

## Entre os gregos
Mais tarde, durante a disputa entre Aquiles e Heitor na Ilíada, Zeus, cansado da batalha, pendurou suas escamas douradas e nelas colocou as gêmeas Queres, "duas porções fatais da morte"; isso, então, é conhecido como querostasia. Plutarco relata que Ésquilo escreveu uma peça com o título Psicostasia, na qual os combatentes eram Aquiles e Mêmnon. Essa tradição foi mantida entre os pintores de vasos. Uma representação antiga é encontrada em um lekythos de figuras negras no Museu Britânico; ela observa "Os Queres ou ψυχαί são representados como homens em miniatura; são as vidas e não os destinos que são pesados. Então a noção muda." Em uma psicostasia em um vaso ateniense de figuras vermelhas de cerca de 460 a.C. no Louvre, os destinos de Aquiles e Mêmnon estão na balança mantida por Hermes. Entre os escritores gregos posteriores, a psicostasia era prerrogativa de Minos, juiz dos recém-falecidos no Hades.

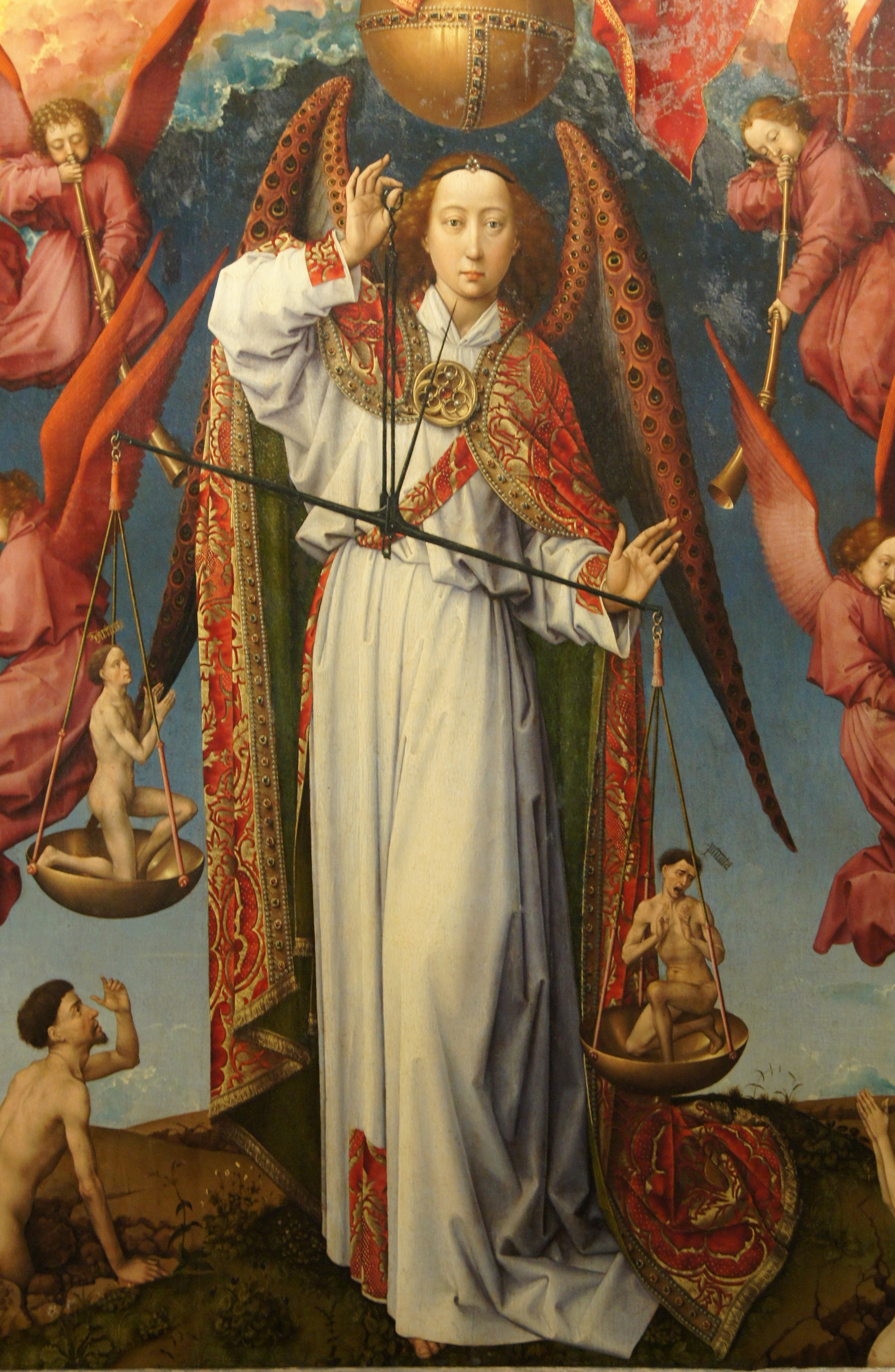
O Arcanjo Miguel é comumente representado segurando uma balança para pesar as almas das pessoas no Dia do Julgamento.

## Cristandade
A primeira representação conhecida da pesagem literal de almas no cristianismo é do Testamento de Abraão do século II.
O Arcanjo Miguel é aquele que é mais comumente mostrado pesando as almas das pessoas em balanças no Dia do Julgamento. Esta representação começou a aparecer no cristianismo primitivo, mas não é mencionada na Bíblia.
Os demônios são frequentemente retratados tentando interferir no equilíbrio da balança.

## Outros
Na literatura dos mandeístas, Abatur, um ser angelical, tem a responsabilidade de pesar as almas dos falecidos para determinar seu valor, usando uma balança.